# Prokopius Naso
Prokopius Naso, auch Prokopius Nase/Nasso (* 1548 in Zittau; † 25. Dezember 1608 ebenda), war Bürgermeister von Zittau in den Jahren 1598 und 1605.

## Leben
Sein Vater Caspar starb „frühzeitig“, der Zeitpunkt ist aber nicht überliefert. Prokopius besuchte die Schule in Zittau und nachdem er früh verwaist war, eine in Freiberg. Er studierte dann Rechtswissenschaften in Wittenberg, wurde zum Jahr 1571 Magister und Notar. Im gleichen Jahr ging er zurück nach Freiberg und heiratete Justine (geb. Tretwein), die Witwe des Freiberger Bürgermeisters Jäger. Eine Tochter aus dieser Ehe verstarb früh.
1572 wurde Prokopius für elf Jahre Stadtschreiber in Torgau. Seiner „Kenntnisse und Thätigkeit“ wegen hatte er einen guten Ruf und wurde daher 1585 nach Zittau als Syndikus berufen. Ein oder zwei Jahre später wurde ihm der unmittelbare Rang nach den drei Bürgermeistern zuteil, wohingegen zuvor die Syndiken eigentlich ihren Rang nach dem Senator hatten. Diese neue Stellung behielten die Syndiken bis ins Jahr 1832, das Jahr der Aufhebung des Amtes. Prokopius’ Votum wurde so gestärkt, ungeachtet dessen saßen die Syndiken als Inspektoren der Kanzlei trotzdem weiterhin zwischen den zwei Stadtschreibern.
Als Syndikus hatte er wahrscheinlich, wie aus seiner Leichenpredigt mit den Worten ‚daß er Güter zu gemeiner Stadt treulich habe bringen helfen‘ zu entnehmen ist, Anteil für den Erwerb einiger Dörfer, die nach dem Pönfall von Zittau abgefallen waren. So von Großschönau, Bertsdorf, einem Teil von Türchau, Ebersbach und Oberfriedersdorf. Rosenthal und ein Gut in Seitendorf folgten während seinem Bürgermeisteramt.
1586 hatte er entscheidenden Anteil an der ersten Zittauer Buchdruckerei in einem Lokal im sogenannten Bäterhof, das zuvor als Waisenhaus genutzt wurde.
1598 wurde Naso erstmals Bürgermeister in Zittau. 1599, als „das große Sterben“, eine Seuche in fast ganz Deutschland, um den 25. Juni auch Zittau erreichte und um Michaelis (29. September) in Zittau täglich 50 bis zu 80 Menschen starben (einschließlich des folgenden Jahres insgesamt 3000 in der Stadt und 16.000 im Stadtgebiet), ließ sich Prokopius davon nicht beirren und hat „Inficirten und gesunden aus tragendem Amte mit Rath und That beigestanden“, wie in seiner Leichenpredigt auch erinnert wird. In diese Zeit fällt auch die Errichtung des Gesundbrunnens am Töpferberg, wie eine Gedenktafel daran (Stand 1843) an ihn erinnert(e).
Im Jahr 1600 starb seine Frau Justine. Im darauffolgenden Jahr heiratete er Dorothea Rosenhain, zeugte aber keine Kinder mit ihr.
Durch die Anstellung des Rektors Melchior Gerlach (* 1562; † 1616) am Zittauer Gymnasium soll er einen „neue[n] wissenschaftliche[n] Geist geweckt“ haben. Prokopius befreundete sich mit ihm und „wirkte mit ihn im Vereine“. Im Jahr 1602 verband Prokopius die Rektorwohnung mit dem Schulgebäude durch einen sogenannten Schwibbogen. 1603 wurde Prokopius Kirchenvater, ein Amt, das gewöhnlich an obere Ratsmitglieder vergeben wurde. 1606 schaffte er das Schulgeld, das geborene Zittauer Bürger bisher zahlen mussten, ab.
Auch um die Eröffnung der Stadtbibliothek (heute Christian-Weise-Bibliothek), der „kleinen ‚Liberey‘“, machte Prokopius sich verdient und ließ dafür zahlreiche Bücher ankaufen. Zuvor hatte es am Gymnasium erstens weniger Schüler, aber auch eine „noch sehr unbeträchtlich[e]“ Sammlung an Büchern gegeben. Am 12. Juni 1607 wurde die Bibliothek unter dem Bürgermeister Daniel Burchard (* 1574) mit Reden des Rektors Gerlach und dreier Schüler feierlich eingeweiht.
Naso wurden auch Vorwürfe zuteil, die in Chroniken aber nur im Allgemeinen erwähnt sind und nicht im Speziellen. Naso habe eigennützig und -mächtig gehandelt. Möglicherweise haben diese Vorwürfe einen Bezug zum Stadtbrand am 6. Juni 1608, als Prokopius nicht helfen konnte, wohingegen sich Daniel Burchard, der Bürgermeister im Jahr 1604, beim Brand durch „Besonnenheit, entschlossene Thätigkeit und Ausdauer“ beweisen konnte. Prokopius hatte an Podagra gelitten und war zweifellos verhindert.
Bei der folgenden Ratskür dieses Jahres „übergieng“ der Rat Prokopius und erteilte dem früheren Bürgermeister Burchard die Amtsführung, die eigentlich Prokopius zugestanden hatte.
Prokopius verlor am Abend des 24. Dezembers 1608 „bei Tische“ das Bewusstsein und starb mittags am ersten Weihnachtsfeiertag.
In den Analecta fastorum Zittaviensium starb Prokopius am 24. Dezember 1608 „am Schlage“, während ihn bei Haupt „am Weihnachtsabende ... der Schlag“ traf, er dabei aber nur das Bewusstsein verloren habe und „am ersten Feiertage, Mittags, sechzig Jahre alt“ verstarb.
Am 28. Dezember wurde er am Kirchhof zu St. Johannes bestattet.

## Name
In den Überlieferungen heißt der Name eigentlich stets ‚Nase‘. Nur in der Leichenpredigt zu Prokopius’ Beerdigung am 28. Dezember 1608, gehalten vom Archidiakon M. Wagner, ist der Name einschließlich in den Beilagen ‚Nasso‘.
Möglicherweise sein Vorfahre war der gleichnamige ‚Prokopius Naso‘, der vom Komtur der Kreuzherren Johann von Sachsenheim im Jahr 1483 eine ‚Wiese am Kleinschönauer Viehwege‘ im Tausch gegen einen ‚Garten am Wehre‘ erwarb.

## Sonstiges
In den oft nicht übereinstimmenden und in sich nicht stimmigen Chroniken wurde er irrtümlich auch nach 1587 teilweise nach den Senatoren aufgezählt, wo er schon den Rang nach den Bürgermeistern hatte.